# مه دود ۲۰۲۴ هند و پاکستان
مه دود ۲۰۲۴ هند و پاکستان یک رویداد شدید و بی‌سابقه آلودگی هوا است که در نوامبر ۲۰۲۴ مناطق شرقی و شمالی پاکستان و شمال هند، عمدتاً در شهر لاهور پاکستان و شهر دهلی هند را تحت تأثیر قرار داد. این مه دود منجر به از کار افتادن سیستم مراقبت‌های بهداشتی پاکستان به دلیل بیماری‌های تنفسی و سوزش گلو و چشم شد و به تعطیلی گسترده مدارس و محدودیت‌هایی در فعالیت‌های عمومی، به ویژه در منطقه پنجاب پاکستان، منجر گردید.

## پیشینه
در پاکستان، آلودگی شدید و خطرناک هوا سالانه در ماه‌های زمستان به دلیل عوامل متعدد مؤثر، از جمله سوزاندن زباله‌های کشاورزی ، انتشار گازهای گلخانه‌ای از تأسیسات زغال‌سنگ، ترافیک وسایل نقلیه و الگوهای آب و هوایی فصلی، بروز می‌کند. در منطقه پنجاب، توده‌های هوای سردتر و خشک‌تر زمستان، آلاینده‌ها را نزدیک به زمین به دام می‌اندازند، برخلاف هوای گرم‌تر که معمولاً آلودگی را به سمت بالا پراکنده می‌کند. مورخ عمار علی جان اظهار داشت که شهرنشینی سریع با حقوق محیط زیست ناکافی به‌طور قابل توجهی در تشدید آلودگی قبلی در ماه‌های زمستان نقش داشته است.

## مه دود
آلودگی هوای ایجاد شده در نوامبر ۲۰۲۴ در هند و پاکستان توسط اقلیم‌شناسی به عنوان تشدید بی‌سابقه چرخه آلودگی سالانه منطقه در نظر گرفته شد. تصویربرداری ماهواره‌ای ناسا ابری از دود و غبار مداوم را نشان داد که در اکثر مناطق شرقی و شمالی پاکستان و همچنین شمال غربی هند گسترش یافته بود.

### پاکستان
در لاهور، دومین شهر بزرگ پاکستان، شاخص کیفیت هوا (AQI) از ۱۲۰۰ فراتر رفت - چهار برابر آستانه خطرناک برای سلامت انسان (۳۰۰)، و این شهر را برای لحظه‌ای در ۷ نوامبر به آلوده‌ترین شهر جهان تبدیل کرد. در سراسر ایالت پنجاب (پاکستان)، با جمعیت ۱۲۷ میلیون نفر، شاخص‌های کیفیت هوا اغلب از ۱۰۰۰ فراتر می‌رفتند. در مولتان، سطح ذرات معلق، که توسط کارشناسان بهداشت به عنوان خطرناک‌ترین آلاینده میکروسکوپی در نظر گرفته می‌شود، در ۸ نوامبر به غلظت ۹۴۷ میکروگرم در هر متر مکعب رسید که تقریباً ۱۹۰ برابر دستورالعمل‌های ایمنی سازمان بهداشت جهانی است. در همان روز، شهر مولتان میزان بی‌سابقه‌ای از شاخص کیفیت هوا را ثبت کرد که به ۲۵۵۳ رسید.

### هند
آلودگی در دهلی پس از جشن‌های دیوالی به سطح بسیار بالایی رسید، زمانی که استفاده غیرقانونی ترقه سطح آلودگی شهر را در صبح ۸ نوامبر موقتاً از لاهور بالاتر برد. یک کلینیک سلامت محلی گزارش داد که تقریباً ۶۰٪ از بیماران با بیماری‌های مرتبط با آلودگی مراجعه کرده‌اند و کودکان و سالمندان به ویژه تحت تأثیر قرار گرفته‌اند. دهلی در ۱۸ نوامبر دوباره به یکی از آلوده‌ترین شهرهای جهان تبدیل شد و شاخص کیفیت هوا به ۱۵۰۰ رسید.

## تأثیر
این مه دود عواقب شدیدی برای سلامتی در سراسر منطقه ایجاد کرد. افزایش آلودگی، سیستم مراقبت‌های بهداشتی پاکستان را تحت الشعاع قرار داد و بیش از ۳۰ هزار بیمار در مناطق آسیب‌دیده به دنبال درمان بیماری‌های تنفسی بودند. آژانس حفاظت از محیط زیست پاکستان از افزایش بی‌سابقه موارد بیماری‌های ریوی، آلرژی و سوزش چشم و گلو در چندین منطقه از جمله فیصل‌آباد، مولتان و گوجرانواله خبر داد. تا ۱۲ نوامبر، تخمین زده می‌شود که ۱٫۸ میلیون نفر در استان پنجاب به دلیل مه دود، دچار عوارض تنفسی یا سوزش چشم شده‌اند.
کودکان به ویژه در طول بحران در برابر مجموعه داده‌های سلامت آسیب‌پذیر بودند. یونیسف گزارش داد که بیش از ۱۱ میلیون کودک زیر پنج سال در مناطق آسیب‌دیده در معرض شرایط خطرناک هوا قرار دارند. کارشناسان سلامت بر آسیب‌پذیری بیشتر کودکان به دلیل اندام‌ها و دستگاه ایمنی در حال رشدشان تأکید کردند که می‌تواند منجر به تأثیرات مضر درازمدت بر سلامت آنها شود. صندوق نجات کودکان خاطرنشان کرد که فراتر از خطرات فوری سلامتی، این بحران آموزش را مختل کرده و آسیب‌پذیری کودکان در برابر بیماری‌های عفونی را افزایش داده است.
این مه دود همچنین به دلیل هزینه گزاف دستگاه‌های تصفیه هوا که برای کاهش آلودگی هوای داخل ساختمان ضروری هستند، خانوارهایی را که از نظر اجتماعی-اقتصادی در سطح پایین‌تری قرار دارند، به‌طور نامتناسبی تحت تأثیر قرار داد. مورخ عمار علی جان از تأثیر مه دود به عنوان «نوعی عدالت زیست‌محیطی» یاد کرد. چندین نفر از ساکنان لاهور، شهر را به دلیل دود شدید «غیرقابل سکونت» توصیف کردند. سه مورد مرگ ناشی از تصادفات رانندگی در فیصل آباد به مه دود نسبت داده شد.

## پاسخ
در نوامبر ۲۰۲۴، دولت پاکستان محدودیت‌های متعددی را برای محدود کردن تأثیر مه دود بر سلامت شهروندان اعمال کرد. مدارس و ادارات دولتی تا ۱۷ نوامبر تعطیل شدند، در حالی که پارک‌ها، باغ‌وحش‌ها، موزه‌ها و اماکن تاریخی در ۱۸ منطقه آسیب‌دیده به مدت ۱۰ روز تعطیل شدند. علاوه بر این، دولت محدودیت‌هایی را در فعالیت‌های فضای باز از جمله رویدادهای ورزشی و غذاخوری در فضای باز در چهار منطقه از جمله لاهور اعمال کرد، در حالی که الزامات تعطیلی زودهنگام برای بازارها و مغازه‌ها به اجرا درآمد، به استثنای خدماتی که ضروری تلقی می‌شدند مانند پمپ بنزین‌ها، داروخانه‌ها و برخی فروشگاه‌های مواد غذایی و دارویی. برخی از دستگاه‌های تولید کنندهٔ مه دود بالا، از جمله باربیکیوهای بدون فیلتر در رستوران‌ها و ریکشاهای خودکار، موقتاً ممنوع شدند.
این مه دود مقامات پنجاب را بر آن داشت تا در نامه‌ای تلاش کنند تا گفتگو با دولت هند را در مورد راه‌حل‌های مشترک آغاز کنند. مریم نواز، سروزیر ایالت پنجاب، با بیان اینکه «هوا مرز نمی‌شناسد»، «دیپلماسی مه دود» بین هند و پاکستان را پیشنهاد داد.

### سایر رویدادهای مهم مه دود
- مه دود بزرگ لندن